# Црква Свете великомученице Недеље у Јелашници
Црква Свете великомученице Недеље је православни храм смештен у селу Јелашница недалеко од Лесковца. Црква је подигнута и освећена 2004. године. Црква је изграђена на темељима старије византијске цркве, у чијој близини се некада налазило латинско гробље.

## Галерија
- Црква Свете великомученице Недеље
- Црква Свете великомученице Недеље
- Унутрашњост цркве
- Звоник цркве
- Звоник цркве